# الداء النشواني LECT2
الداء النشواني LECT2 (ALECT2) هو شكل من أشكال الداء النشواني الناجم عن بروتين LECT2. وجد أنه السبب الثالث الأكثر شيوعًا (حوالي 3% من الإجمالي) للداء النشواني في مجموعة تضم أكثر من 4000 مريض بحسب دراسة أجريت في مايو كلينيك. كان النوعان الأول والثاني الأكثر شيوعًا من الاضطراب هما الداء النشواني AL والداء النشواني AA، على التوالي. الداء النشواني هو اضطراب يؤدي فيه الترسب غير الطبيعي للبروتين في الأعضاء و / أو الأنسجة تدريجيًا إلى فشل العضو و / أو إصابة الأنسجة.
على الرغم من أن أكثر من 30 نوعًا من البروتينات المختلفة يمكن أن تسبب الداء النشواني، لكن يتميز الاضطراب الذي يسببه LECT2 بثلاث مميزات. أولًا، يرتفع حدوثه بنسبة هامة في بعض المجموعات العرقية. ثانيًا، هو شكل جهازي من الداء النشواني (أي أن ترسب الأميلويد يحدث في أعضاء متعددة)، على عكس الشكل الموضعي (ترسبات الأميلويد تقتصر على عضو واحد) ولكنه مع ذلك قد يصيب الكلى بدون أو نادرًا ما يصيب الأعضاء الأخرى التي يترسب فيها. ثالثًا، يُشخص الداء النشواني LECT2 بشكل حصري تقريبًا عند المرضى المسنين.
نظرًا لأن اكتشافه حديث نسبيًا، وللتحيز العرقي القوي بشكل استثنائي، وتسببه بشكل خاص لأمراض الكلى عند الأفراد المسنين، يبدو أن الداء النشواني LECT2 في الوقت الحالي سبب غير معروف لمرض الكلى المزمن خاصة في المجموعات العرقية التي تظهر نسبة عالية من الاضطراب.

## التظاهرات
معظم الأفراد الذين شُخص إصابتهم بالداء النشواني LECT2 في الولايات المتحدة (88%) هم من أصل مكسيكي ويقيمون في المنطقة الجنوبية الغربية من الولايات المتحدة (نيو مكسيكو، وأريزونا، وأقصى غرب تكساس). تشمل المجموعات الأخرى ذات معدلات الإصابة المرتفعة للاضطراب شعوب الأمة الأولى في كندا، والبنجابيين، وجنوب آسيا، والسودانيين، والأمريكيين الأصليين، والمصريين. عند المصريين مثلًا، LECT2 هو السبب الثاني الأكثر شيوعًا للداء النشواني الكلوي، ويمثل حوالي 31% من جميع الحالات.
يُشخص الداء النشواني LECT2 بشكل عام لدى الأفراد الذين تتراوح أعمارهم بين 40 و90 عامًا، بمتوسط عمر 67 عامًا. يظهر الاضطراب بشكل شائع مع مرض كلوي متقدم بشكل عام أو في مرحلة نهائية. قد تشمل العلامات والأعراض المصاحبة لمرضهم الكلوي التعب والجفاف و / أو الدم في البول و / أو دليل آخر على وجود المتلازمة الكلوية أو الفشل الكلوي. قد تجد دراسات أخرى أن هؤلاء الأفراد لديهم دليل نسيجي أو دليل آخر على ترسب الأميلويد LECT2 في الكبد والرئة والطحال والكلى و / أو الغدد الكظرية، لكنهم نادرًا ما يظهرون أي أعراض أو علامات تعزى إلى اختلال وظيفي في هذه الأعضاء. على عكس العديد من الأشكال الأخرى للداء النشواني الجهازي، لم يُبلغ عن ترسب LECT2 في عضلة القلب أو دماغ الأفراد المصابين. وهكذا، فإن الداء النشواني LECT2، على الرغم من تصنيفه كشكل من أشكال الداء النشواني الجهازي، يظهر سريريًا بشكل حصري تقريبًا على أنه الداء النشواني الكلوي. لم يُلاحظ وجود ارتباط عائلي في هذا الاضطراب على الرغم من العديد من الحالات الموصوفة بين الأشقاء.

## العلاج
يوجد خبرات قليلة جدًا في علاج الداء النشواني LECT2، ولا يوجد توصيات بخلاف تقديم طرق لدعم وظائف الكلى وغسيل الكلى. ومع ذلك، من المهم تشخيص داء النشواني LECT2 بدقة لتجنب علاج الأشكال الأخرى من الداء النشواني.